# Steen (afzettingsgesteente)
Een steen is een granulair ('korrelig') afzettingsgesteente. De korrel is grover dan die van grind en fijner dan die van keien.

## Definities
In Nederland is de classificatie van korrelgrootteklassen vastgelegd in NEN 5104.
Voor stenen bestaat de volgende definitie:
- Stenen zijn alle korrels in een afzettingsgesteente ≥ 63 mm en < 200 mm.

- De stenenfractie in een afzettingsgesteente is de korrelgroottefractie ≥ 63 mm en < 200 mm.
- Stenengrind is een granulair afzettingsgesteente waarvan de korrels een mediane grootte hebben van ≥ 63 mm en < 200 mm.

Stenen zijn een erosieproduct, ontstaan uit vast gesteente en worden meestal door rivieren getransporteerd en afgezet. Stenen kunnen ook op rotskusten ontstaan door de werking van de branding. Stenen komen meestal voor in een mengsel met grind, zand en keien.